# Requiem (песня Альмы)
«Requiem» (с фр. — «Реквием») — песня французской певицы Альма и спродюсированная Назимом Халедом, представленная на конкурсе «Евровидение-2017» в Киеве.
Песня была выпущена для цифровой загрузки 13 января 2017 года на лейбле Warner Music France в качестве второго сингла с её дебютного студийного альбома «Ma peau aime». Версия песни для «Евровидения» была представлена 11 марта 2017 года.

## Евровидение
9 февраля 2017 года Альма была официально представлена как представитель Франции на Евровидение-2017 с песней «Requiem». Как страна «большой пятёрки» Альма автоматически прошла в финал конкурса в Киеве.

## Композиция
| №  | Название  | Длительность |
| -- | --------- | ------------ |
| 1. | «Requiem» | 3:03         |